# Ruud Geels
Geertruida Maria „Ruud” Geels (wym. [ˈɣeːr.ˌtrœy̯.da ˈmaː.ria (ˈryt) ˈɣeːls]; ur. 28 lipca 1948 w Haarlemie, zm. 18 listopada 2023 tamże) – holenderski piłkarz, grający na pozycji środkowego napastnika. Z reprezentacją Holandii, w której barwach rozegrał 20 meczów, zdobył wicemistrzostwo świata w 1974 (jako rezerwowy) oraz brązowy medal mistrzostw Europy w 1976 roku. Przez cztery lata był zawodnikiem Feyenoordu. Triumfował z nim w rozgrywkach o mistrzostwo kraju i raz w Pucharze Mistrzów. Później grał w Ajaksie; jako piłkarz tego klubu cztery razy wywalczył koronę króla strzelców Eredivisie. Najlepszym strzelcem ligi był ponownie w 1981, w barwach Sparty Rotterdam.

## Sukcesy piłkarskie
- mistrzostwo Holandii 1969, Puchar Holandii 1970, Puchar Mistrzów 1970 oraz Puchar Interkontynentalny 1970 z Feyenoordem Rotterdam
- mistrzostwo Belgii 1973 z Club Brugge
- mistrzostwo Holandii 1977 z Ajaksem
- W latach 1975–1978 (w barwach Ajaksu) oraz w 1981 (w barwach Sparty) był królem strzelców ligi holenderskiej.

W reprezentacji Holandii od 1974 do 1981 roku rozegrał 20 meczów i strzelił 11 goli – wicemistrzostwo świata 1974 (jako rezerwowy) oraz brązowy medal mistrzostw Europy 1976.